# Silver Shadow (album)
Silver Shadow è il sestoalbum del gruppo jazz gallese Slowly Rolling Camera, pubblicato dalla Edition Records nel 2024.

## Tracce
Musica digitale
1. Rebirth – 4:45
2. Desert Sun – 3:37
3. Silver Shadow – 4:22
4. When The Sun Comes Out – 2:53
5. Evergreen – 3:31
6. Beam – 4:02
7. Mirror Image – 2:44
8. Spotless Mind – 5:22

Durata totale: 31:16

## Formazione
- Dave Stapleton tastiera elettronica
- Deri Roberts - produttore, tastiera elettronica
- Elliot Bennett - batteria

Altri musicisti:
- Jasper Høiby - contrabbasso
- Josh Arcoleo - sassofono
- Stuart McCallum - chitarra
- Verneri Pohjola - tromba